# A Stop at Willoughby
„A Stop at Willoughby” („O oprire la Willoughby”) este episodul 30 al serialului american Zona crepusculară. Rod Serling a declarat că este povestea sa preferată din primul sezon. A fost refăcut ca filmul CBS Iubire din trecut (For All Time, 2000) în regia lui Steven Schachter.

## Prezentare

### Introducere
| “ | Acesta este Gart Williams, în vârstă de 38 de ani, un om protejat de o armură prinsă cu un singur șurub. Cu puțin timp înainte, cineva a îndepărtat șurubul și domnului Williams și-a pierdut nimbul protectiv, devenind țintă sigură. Lipsa de încredere în sine i-a spart carapacea, sensibilitatea sa l-a încărcat cu umilință, îngrijorările sale profunde despre propria sa valoarea l-au luat în vizor, l-au nimerit și l-au distrus. Domnul Gart Williams, director de publicitate, care din moment în moment va intră în Zona crepusculară - într-o încercare disperată de supraviețuire. | ” |

### Intriga
Gart Williams este un director de publicitate contemporan din New York City consumat de cariera sa. Șeful său autocratic, Oliver Misrell, deranjat de pierderea unui cont important, îi critică cu privire la acest domeniu în care trebuie să te impui până în momentul în care Williams cedează și îl insultă. Măcinat de insomnii, acesta obișnuiește să tragă un pui de somn pe tren în timpul navetei sale zilnice.
William se trezește și constată că trenul este oprit într-o stație, vagonul său este unul tipic secolului al XIX-lea și el este singurul călător. Afară soarele strălucește și, în timp ce privește pe fereastră, descoperă că trenul este staționat într-un oraș numit Willoughby. În cele din urmă, află că data este iulie 1888. I se aduce la cunoștință că orașul este un „loc liniștit și relaxant, unde toți oamenii se pot plimba și își pot trăi viața”. Trezit din vis de către controlor, acesta îl întreabă dacă a auzit vreodată de Willoughby, dar acesta îi răspunde că nu există nicio astfel de stație pe traseul trenului.
În acea noapte, o ceartă izbucnește între Williams și soția sa Jane. Egoistă, rece și nepăsătoare, aceasta își consideră propriul soț o mașină de bani. Williams îi spune despre visul său și despre Willoughby, însă Jane ia în derâdere spusele sale, menționând că a fost o „greșeală mizerabilă” să ia de bărbat un om „a cărui vis în viață este să fie Huckleberry Finn”.
Săptămâna următoare, Williams adoarme din nou pe tren și revine în Willoughby. Tocmai când este pe cale să coboare din tren, vagonul se balansează și se trezește în prezent. Acesta promite că data viitoare va coborî din tren.
Epuizat de nivelul de muncă, își contactează soția, dar aceasta îl ignoră. În drum spre casă, adoarme și se trezește în Willoughby. De această dată, își lasă servieta în tren și coboară din vagon. Este întâmpinat de diverși locuitori ospitalieri cărora le spune că plănuiește să rămână și să trăiască alături de ei.
În lumea reală, un mecanic de locomotivă stă lângă cadavrul lui Williams. Controlorul îi explică acestuia că Williams „a strigat ceva despre Willoughby” înainte să sară din tren și să-și piardă viața pe loc. Trupul lui Williams este încărcat într-un dric. Pe ușa din spate a mașinii apare numele casei de pompe funebre⁠(d): Willoughby & Son.

### Concluzie
| “ | Willoughby? Posibil să fie gândirea deziderativă cuibărită într-o parte tainică a minții umane sau poate este ultima oprire dintr-un lung șir de lucruri - sau probabil, pentru un om ca Dl. Gart Williams, care a escaladat o lume care progresa mult prea repede, este un tărâm alienat în care să poată sări. Willoughby? Indiferent ce este, acesta vine cu raze de soare și liniște, și este parte a Zonei crepusculare. | ” |